# Municipio de Chariton (Iowa)
El municipio de Chariton (en inglés: Chariton Township) es uno de los diecisiete municipios ubicados en el condado de Appanoose en el estado estadounidense de Iowa. En el año 2000 el municipio tenía una población de 156 habitantes y una densidad poblacional de 3,9 personas por km².

## Geografía
El municipio de Chariton se encuentra ubicado en las coordenadas 40°51′55″N 92°58′41″O / 40.86528, -92.97806.